# Relations entre l'Inde et le Niger
Les relations entre l'Inde et le Niger sont les relations bilatérales de la république de l'Inde et de la république du Niger.

## Histoire
Le Niger a condamné la Chine et a soutenu l'Inde pendant la guerre sino-indienne en 1962.
L'Inde a ouvert son ambassade à Niamey en mai 2009, et le premier ambassadeur indien résident au Niger a pris ses fonctions en août 2010. Le Niger a ouvert son ambassade à New Delhi en novembre 2011, et le premier ambassadeur résident du Niger en Inde a pris ses fonctions en janvier 2012.
Le président nigérien Mahamadou Issoufou, et une délégation de six ministres, ont visité l'Inde du 27 au 30 octobre 2015. Issoufou a rencontré le Premier ministre indien Narendra Modi le 28 octobre, et a exprimé son désir de développer les relations entre les deux nations. Aucun Premier ministre ou président indien ne s'est rendu au Niger, mais plusieurs ministres du gouvernement indien ont visité le pays.

## Relations économiques
Le commerce bilatéral entre l'Inde et le Niger s'est élevé à 80,48 millions de dollars US en 2015-16, la balance commerciale étant majoritairement en faveur de l'Inde. Les exportations indiennes vers le Niger se sont élevées à 80,16 millions de dollars alors que les importations n'ont représenté que 320 000 dollars. Les principaux produits exportés de l'Inde vers le Niger sont les céréales et autres produits comestibles, les produits pharmaceutiques, le coton, les machines et équipements électriques et les matières plastiques. Les principales importations de l'Inde en provenance du Niger sont les cuirs et peaux bruts et le plomb.
Les chiffres du commerce bilatéral ne reflètent pas l'ensemble des échanges entre les deux pays, car plusieurs hommes d'affaires nigériens achètent des marchandises et des produits indiens à Dubaï.

## Indiens au Niger
En décembre 2016, 150 citoyens indiens résident au Niger, dont la plupart sont engagés dans le commerce et le secteur hôtelier.